# Pitulice
Pitulicele (genul Phylloscopus, familia Phylloscopidae) sunt păsări insectivore de talie mică, cu ciocul scurt și subțire, picioare subțiri, coadă scurtă cu capătul dreptunghiular, trăiesc în păduri și sunt verzui sau verzui-cenușii dorsal și albicioase ventral. Deasupra ochiului au o sprânceană de culoare deschisă și uneori una sau două dungi deschise pe fața supraalară a aripii. Cântecul este puternic, adesea plăcut. Se mișcă vioi și repede; la căutarea hranei flutură din aripi. Se hrănesc mai ales cu insecte. Își construiesc cuibul în formă de semiglob, cu o intrare laterală, și îl așează pe pământ sau aproape de acesta. Sunt descrise 78 de specii de pitulici care sunt incluse într-un singur gen Phylloscopus, unicul gen al familiei filoscopide (Phylloscopidae). Sunt răspândite exclusiv în regiunea palearctică: Europa, Asia, Africa de Nord. Specia Phylloscopus borealis a ajuns până în Alaska.
În România se întâlnesc 11 specii: Pitulice mică (Phylloscopus collybita), Pitulicea de munte orientală (Phylloscopus orientalis), Pitulice mică siberiană (Phylloscopus tristis), Pitulice întunecată (Phylloscopus fuscatus), Pitulice asiatică (Phylloscopus humei), Pitulice cu sprânceană galbenă (Phylloscopus inornatus), Pitulice sprâncenată (Phylloscopus proregulus), Pitulice sfârâitoare (Phylloscopus sibilatrix), Pitulice fluierătoare (Phylloscopus trochilus), Pitulice verzuie (Phylloscopus trochiloides), Pitulice de ienupăr (Phylloscopus nitidus).
În Republica Moldova se întâlnesc 4 specii: Pitulice mică (Phylloscopus collybita), Pitulice sfârâitoare (Phylloscopus sibilatrix), Pitulice fluierătoare (Phylloscopus trochilus), Pitulice verzuie (Phylloscopus trochiloides).

## Morfologie
Pitulicile sunt păsări mici cu o talie suplă, cu o coadă relativ scurtă și cu picioare raportate la mărime relativ lungi. Ciocul este subțire, păsările au un colorit al penajului de camuflare în mediul în care trăiesc, culorile variind de la galben, verde spre brun. O caracteristică generală a familiei este lipsa dimorfismului sexual.

## Sistematica
Pitulicile erau incluse mai demult în familia silviide (Sylviidae), însă analizele genetice filogenetice au arătat că această taxonomie este parafiletică și această familie a fost împărțită în mai multe familii: Sylviidae (sensu stricto), Acrocephalidae, Locustellidae, Phylloscopidae, Scotocercidae, Macrosphenidae, Bernieridae și uneori Cisticolidae.
Familia filoscopide (Phylloscopidae) conține un singur gen Phylloscopus cu 78 de specii.
- Genul Phylloscopus

- Phylloscopus orientalis = Pitulice de munte orientală, Pitulice de munte
- Phylloscopus bonelli = Pitulice de munte, Pitulice de munte occidentală
- Phylloscopus sibilatrix = Pitulice sfârâitoare
- Phylloscopus yunnanensis = Pitulice chinezească, Pitulice de Yunnan
- Phylloscopus subviridis = Pitulicea lui Brooks
- Phylloscopus inornatus = Pitulice cu sprânceană galbenă
- Phylloscopus humei = Pitulice asiatică, Pitulice de Himalaia
- Phylloscopus chloronotus = Pitulice cu târtița galbenă himalaiană
- Phylloscopus forresti = Pitulice de Sichuan
- Phylloscopus kansuensis = Pitulice de Gansu
- Phylloscopus proregulus = Pitulice cu târtiță galbenă, Pitulicea lui Pallas, Pitulice sprâncenată
- Phylloscopus pulcher = Pitulice elegantă
- Phylloscopus maculipennis = Pitulice cu față cenușie
- Phylloscopus fuscatus = Pitulice întunecată, Pitulice brună
- Phylloscopus fuligiventer = Pitulice fumurie
- Phylloscopus subaffinis
- Phylloscopus trochilus = Pitulice fluierătoare
- Phylloscopus ibericus = Pitulice iberică
- Phylloscopus collybita = Pitulice mică, Pitulice verde mică
- Phylloscopus tristis = Pitulice mică siberiană
- Phylloscopus canariensis = Pitulice de Canare
- Phylloscopus sindianus = Pitulice mică estică, Pitulice mică de munte

- Phylloscopus sindianus lorenzii, adesea considerată ca o specie distinctă Phylloscopus lorenzii  = Pitulice caucaziană

- Phylloscopus neglectus = Pitulice persană
- Phylloscopus tytleri = Pitulice Tytler, Pitulicea lui Tytler
- Phylloscopus griseolus = Pitulice de Pamir, Pitulice cu abdomenul sulfuriu
- Phylloscopus affinis = Pitulicea lui Tickell
- Phylloscopus armandii = Pitulice cu striații galbene, Pitulicea lui Armand
- Phylloscopus schwarzi = Pitulice măslinie
- Phylloscopus intermedius
- Phylloscopus poliogenys
- Phylloscopus burkii
- Phylloscopus tephrocephalus
- Phylloscopus omeiensis
- Phylloscopus soror
- Phylloscopus valentini
- Phylloscopus whistleri
- Phylloscopus cebuensis
- Phylloscopus olivaceus
- Phylloscopus coronatus = Pitulice cu coroană
- Phylloscopus ijimae
- Phylloscopus umbrovirens = Pitulice brună
- Phylloscopus budongoensis
- Phylloscopus herberti
- Phylloscopus laetus
- Phylloscopus laurae
- Phylloscopus ruficapilla
- Phylloscopus castaniceps
- Phylloscopus sumatrensis
- Phylloscopus grammiceps
- Phylloscopus montis
- Phylloscopus emeiensis
- Phylloscopus nitidus = Pitulice de ienupăr
- Phylloscopus trochiloides = Pitulice verzuie
- Phylloscopus plumbeitarsus = Pitulice verzuie siberiană
- Phylloscopus borealis = Pitulice arctică
- Phylloscopus examinandus
- Phylloscopus xanthodryas
- Phylloscopus borealoides
- Phylloscopus tenellipes = Pitulice cu picioare palide
- Phylloscopus magnirostris = Pitulice cu cioc mare
- Phylloscopus calciatilis
- Phylloscopus cantator
- Phylloscopus ricketti
- Phylloscopus claudiae
- Phylloscopus reguloides
- Phylloscopus occipitalis
- Phylloscopus goodsoni
- Phylloscopus trivirgatus
- Phylloscopus sarasinorum
- Phylloscopus poliocephalus
- Phylloscopus misoriensis
- Phylloscopus maforensis
- Phylloscopus presbytes
- Phylloscopus amoenus
- Phylloscopus hainanus
- Phylloscopus xanthoschistos
- Phylloscopus intensior
- Phylloscopus ogilviegranti